# Marmousi Modell

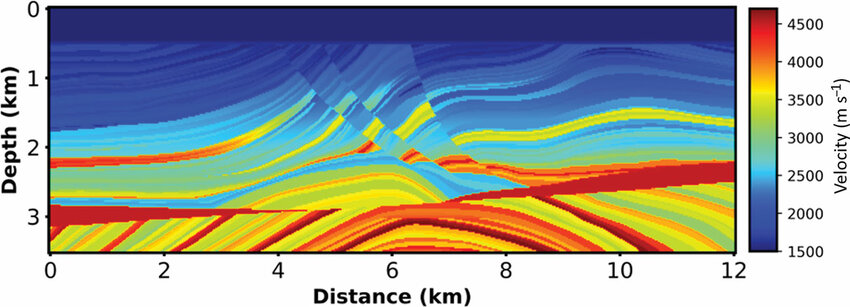
Geschwindigkeitsverteilung des Marmousi2 Modells

Das Marmousi Modell [mar moo’ sē] bezeichnet ein geologisches Strukturmodell und die resultierenden seismischen Messdaten aus dem Cuanza-Becken (Angola), die sich durch starke horizontale und vertikale Geschwindigkeitsvariationen auszeichnen. Seit seiner Publikation durch das Institut Français du Petrole im Jahr 1988 hat sich das Marmousi-Modell zu einem Standard für den Vergleich von seismischen Auswertungsverfahren entwickelt und gehört bis heute zu einem der am häufigsten veröffentlichten geophysikalischen Datensätzen.

## Modellgenerierung
Ausgehend von einem Profil im Cuanza-Becken wurde mithilfe des MIMIC™-Moduls des SIERRA-Pakets ein geometrisches Modell mit 160 Schichten erstellt. Um realistische Geschwindigkeits- und Dichteverteilungen zu erzeugen, wurden horizontale und vertikale Geschwindigkeitsgradienten berücksichtigt. Insbesondere in den flacheren detritischen Schichten wurde ein höherer Geschwindigkeitsgradient verwendet, um eine starke Verdichtung darzustellen. Das resultierende Modell wurde in ein 2D-Geschwindigkeits-/Dichte-Gitter mit den Abmessungen 9200 Meter mal 3000 Meter und einer Gittergröße von 4 Metern umgewandelt.

## Geologie
Das Marmousi-Modell wurde basierend auf einem Profil im nördlichen Quenguela im Cuanza-Becken (Angola) entwickelt. Es besteht aus einem deltaischen Sedimentintervall, das sich über einer salzhaltigen evaporitischen Serie abgelagert hat. Die Sedimentschichten werden von Westen nach Osten mächtiger, wobei im östlichen Teil normale Wachstumsstörungen auftreten, die durch eine kontinuierliche seitliche Verschiebung des Salzes verursacht werden. Das Becken enthält auch gefaltete Karbonatplattformablagerungen, die vor der Salzablagerung entstanden sind und potenzielle strukturelle Kohlenwasserstofffallen darstellen.

### Geschichte
Die geologische Geschichte des Beckens lässt sich in zwei Phasen unterteilen. In der ersten Phase erfolgte eine kontinuierliche Sedimentation auf der Plattform, gefolgt von einer leichten Faltung und Erosion der abgelagerten Mergel und Karbonate. Die zweite Phase begann mit der Ablagerung einer isopazifischen salzhaltigen evaporitischen Serie, gefolgt von der Anhäufung tonig-mergeliger Sedimente, die einen hohen organischen Gehalt aufweisen. Anschließend erfolgte die Ablagerung dicker schiefrig-sandiger Detritalsedimente, die durch das seitliche Kriechen des Salzes beeinflusst wurden, was zu schrägen Wachstumsfehlern führte. Diese Wachstumsverwerfungen blieben während der gesamten Ablagerung der Detritalsedimente aktiv.

### Erdölvorkommen
Die Kohlenwasserstofffallen in der Detritalsedimentserie werden durch Strukturen gebildet, die mit der Salztektonik in Verbindung stehen, wie Restsalzpolster und die Umkehrung von Depozentren, die durch die Bewegung des Salzes verursacht wurden. Die Kohlenwasserstoffe in den Sanden stammen aus Gesteinsschichten nach der Ablagerung des Salzes und sind nach oben gewandert. Die unterhalb der Salzschicht liegende präsalifere Serie enthält bedeutende antiklinale Strukturen, die mit Kohlenwasserstoffen aus der darüber liegenden Quellgesteinsserie versorgt wurden, nachdem das Salz durch seitliches Kriechen verschwunden war. Die verfügbaren Daten aus drei Bohrungen zeigen eine ungestörte Sedimentabfolge ohne schiefrig-mergelige Ausgangsgesteine.

## Marmousi2
Im Jahr 2006 aktualisierten Forscher aus Houston (USA) das Marmousi-Modell unter dem Namen Marmousi2, um der Weiterentwicklung von Computerhardware seit den 1980 gerecht zu werden. Basierend auf der ursprünglichen Marmousi-Struktur wurde das neue Modell in Breite und Tiefe erweitert und in ein voll elastisches Modell, mit hochfrequenten, elastischen Finite-Differenzen-Simulationen umgewandelt. Die Simulationen umfassten verschiedene Aufzeichnungen von Schüssen, einschließlich Streamer-, OBC- und VSP-Multikomponentendaten, mit Versätzen von bis zu 15 km. Im Laufe der Zeit haben sich das Marmousi2-Modell und der Datensatz als wertvolle Hilfsmittel für verschiedene geophysikalische Forschungsanwendungen erwiesen, z. B. für die Kalibrierung von Geschwindigkeitsanalysen, seismische Migration, Full-Waveform Inversion, AVO-Analyse, Impedanzinversion, Mehrfachdämpfung und Multikomponenten-Tomographie.